# Tangarona
Tangarona is een geslacht van kevers uit de familie van de loopkevers (Carabidae). De wetenschappelijke naam van het geslacht is voor het eerst geldig gepubliceerd in 1982 door R.T. & J.R. Bell.

## Soorten
Het geslacht Tangarona is monotypisch en omvat slechts de volgende soort:
- Tangarona pensa (Broun, 1880)